# Pérouse (Territoire de Belfort)
Pérouse település Franciaországban, Territoire de Belfort megyében. Lakosainak száma 1199 fő (2022. január 1.). Pérouse Denney, Belfort, Bessoncourt, Chèvremont, Danjoutin és Vézelois községekkel határos.

## Népesség
A település népességének változása:
| Lakosok száma | 1136 | 1157 | 1194 | 1169 | 1173 | 1176 | 1180 | 1199 | 1199 |
|               | 2013 | 2015 | 2016 | 2017 | 2018 | 2019 | 2020 | 2021 | 2022 |